# Türkali, Beşiktaş
Türkali là một xã thuộc huyện Beşiktaş, tỉnh Istanbul, Thổ Nhĩ Kỳ.